# Antwon Hoard
Antwon Hoard, né le 30 novembre 1972 à Chicago dans l'Illinois, est un joueur français de basket-ball. Il mesure 1,99 m et joue aux postes d'ailier et d'ailier fort. Son fils Jaylen, né en 1999, est également joueur de basket-ball.
Marié avec l'ancienne internationale, vice championne d’europe 1993   Katia Foucade, il a cinq enfants, dont Anaïa née en 2001 championne d’Europe 2017 en U16 à Bourges et Jaylen né en 1999 qui a pour marraine l'internationale Edwige Lawson-Wade.

## Clubs
- 1990-1994 :  Université d'État de Murray (NCAA I)
- 1994-1995 :  Panteritt (première division finlandaise)
- 1995-1996 :  Mazowszanka Pruszków (première division polonaise)
- 1996-1998 :  Saint-Just–Saint-Rambert (Nationale 2)
- 1998-1999 :  Le Havre (Pro B)
- 1999-2000 :  Beauvais (Pro B)
- 2000-2001 :  Évreux (Pro A)
- 2001-2002 :  Hyères Toulon (Pro A)
- 2002-2003 :  Pavie (Lega Due)
- 2003-2009 :  Besançon Basket Comté Doubs (Pro B et Pro A)
- 2009-2010 :  Boulazac Basket Dordogne (Pro B)
- 2011-2012 :  Liévin Basket 62 (NM1)

## Palmarès
- Demi-finaliste de la Pro B avec BBCD en 2006
- Premier de la saison régulière de Pro B avec BBCD en 2006
- Champion de France Pro B avec BBCD en 2008
- MVP de la finale de Pro B avec BBCD en 2008